# سعدي صباح
سعدي صباح كاتب جزائري من مواليد سنة 1955 بمدينة عين وسارة بولاية الجلفة.
شارك في العديد من الملتقيات الأدبية. تلقّى العديد من التكريمات؛ منها التكريم المحلي ببلدية عين وسارة، وتكريماً من قبل دار الثقافة بالجلفة تحت رعاية الوالي، وتكريماً بالبرج على هامش الملتقى الدولي «عبد الحميد بن هدوقة». صدرت له مجموعة قصصية بعنوان «عرس الشيطان» وقد طبعت على نفقة دار الثقافة بالجلفة.

## الجوائز والتكريمات
سبق له الفوز بالعديد من الجوائز الوطنية والدولية:
- له جائزة السفير الوطنية.
- جائزة وطنية في المسابقة الكبرى للقصة القصيرة.
- الجائزة الوطنية على هامش الملتقى المغاربي بوادي سوف عن قصته «اسير الخشخاش».
- الفائزة بالمرتبة الأولى بمجموعة القصصية «عرس الشيطان».
- جائزة القلم الذهبي في القصة القصيرة في مسابقة الشروق الوطنية سنة 2008.
- وجائزة ابن هدوقة على هامش الملتقى الدولي في سنة 2010 عن قصته ” حين سقطت قمر ”.[5]
- وجائزة شموع لا تنطفئ الوطنية بالباهية وهران..على هامش ملتقى وطني في سنة 2011.
- وجائزة الاستحقاق الدولية لناجي نعمان بلبنان في سنة 2012 عن قصته ” سر البيت المفتوح ”.[5]
- وجائزة من أفضل الكتاب من قبل الصحافة العالمية.

أدرج اسمه ضمن كتاب المنطقة بكتاب «كتاب الجلفة» وضمن أنطلوجيا الكتاب بعين وسارة.
نالت كل أعماله نصيبها من النشر بكل الجرائد والمجلات.
نالت بعض أعماله نصيبها من الكتاب الورقي الثاني في اطار مطبوعات شبكة القصة العربية برعاية الأديب السعودي «جبير المليحان».
عضو اتحاد كتاب النت وعضو اتحاد الكتاب الجزائريين.

## مؤلفاته
من مؤلفاته:
- عرس الشيطان
- خسوف القمر
- سيدي المدير
- سر البيت المفتوح
- الموت (مجموعة قصصية)
- أسير الخشخاش[8] (مجموعة قصصية)

ترجمت بعض أعماله إلى ثلاث لغات «الفرنسية والانجليزية الرومانية والايطالية من قبل المترجم الموهوب» منير مزيد برومانيا